# Pseudopharus hades
Pseudopharus hades är en fjärilsart som beskrevs av Paul Dognin 1909. Pseudopharus hades ingår i släktet Pseudopharus och familjen björnspinnare. Inga underarter finns listade.